# Théodore de Lustières
François Charles Théodore Touchard de Lustières, né le 31 décembre 1807 à Bourges et mort le 30 mai 1885 à Clamart, est un auteur dramatique, chansonnier et romancier français, neveu de Georges Touchard-Lafosse.

## Biographie
Ancien officier du 21e régiment d'infanterie de ligne, chef d'escadron commandant la dix-huitième légion de gendarmerie (compagnie des Basses-Alpes), il servit vingt-six ans dans l'armée. Secrétaire du Cirque-Olympique puis du Théâtre historique, ses pièces furent représentées sur les plus grandes scènes parisiennes du XIXe siècle : Théâtre des Variétés, Théâtre de l'Ambigu-Comique, Théâtre Déjazet, Théâtre de la Gaîté, etc.

## Œuvres
- Le Ménage de Titi, tableau en 1 acte, mêlé de couplets, avec Alexandre Ferré, 1836
- Le Caporal Verner (Le Chien du régiment), Lachapelle, 1839
- Le Général Garnison, Lachapelle, 1839
- Histoire pittoresque et militaire des Français racontée par un caporal à son escouade, 2 vol, 1840
- Le Bourreau des crânes, vaudeville en deux actes, avec Auguste-Louis-Désiré Boulé, 1841
- Monsieur Mézière, ou Mon drame et ma future, comédie-vaudeville en 1 acte, 1841
- Les Trompettes de Chamboran, vaudeville en 3 actes et 4 tableaux, avec Boulé, 1846
- Rondes des fifres et tambours de Beaujolais, musique d'Artus, 1847
- Militaire et pensionnaire, vaudeville en 1 acte, avec Édouard Louis Alexandre Brisebarre, 1851
- L'Armée d'Orient, drame militaire en trois actes et 20 tableaux, avec Albert, 1854
- La Guerre d'Orient, drame militaire en 3 actes et 20 tableaux, 1854
- Le Drapeau d'honneur, ou les Français à Lahore, pièce militaire en 5 actes et 21 tableaux, 1855
- Histoire de la gendarmerie d'Afrique et de la colonie, d'après les documents de l'arme, 1830-1860, Chalamel, 1860
- Réunion de famille à l'occasion de la centième représentation de Léonard ; Le Numéro cent, couplets à propos de la centième de Léonard, avec Eugène Hugot, 1863
- Les Amours d'un serpent, vaudeville en 2 actes, avec Feuquerolles, 1865
- Le Coup du lapin, vaudeville en 1 acte, avec Jules Vizentini, 1865
- Lou lou, chansonnette, musique d'Amédée Artus, 1891